# Chen Ling
Dans ce nom, le nom de famille, Chen, précède le nom personnel.
Chen Ling est une archère chinoise née le 16 juin 1987 à Danyang (Chine).

## Palmarès
- Jeux olympiques de 2008 à Pékin
  -  Médaille d'argent en tir à l'arc classique par équipes
- Championnats d'Asie 2007 à Xi'an
  -  Médaille de bronze en tir à l'arc classique individuel
- Universiade d'été de 2009 à Belgrade
  -  Médaille de bronze en tir à l'arc classique par équipes